# Chelidóna (Évros)
Chelidóna (grec moderne : Χελιδώνα) est une localité située dans le dème d'Orestiáda, dans le district régional d'Évros, dans la périphérie de Macédoine-Orientale-et-Thrace, en Grèce.
La localité appartient au district municipal de Kyprínos et à la communauté municipale de Zóni. Selon le recensement de 2021, elle compte 47 habitants.